# 龙氏桑椹乌贼
龙氏桑椹乌贼（学名：Moroteuthis lonnbergii）为爪乌贼科桑椹乌贼属的动物。分布于日本群岛南部海域，包括南海等海域，生活环境为海水，一般栖息于陆架区和陆坡区。其生存的海拔范围为-900至-700米。该物种的模式产地在日本相模湾。